# Bathmostomum sangeri
Bathmostomum sangeri ist eine Art der Hakenwürmer, die im Dünndarm beim Indischen Elefanten parasitiert. Sie ist die einzige Art in der Gattung Bathmostomum.

## Merkmale
Bestimmungsmerkmale der Gattung Bathmostomum sind eine runde Mundhöhle mit kleinem Dorsalkonus und regalartigen Leisten an der Innenseite ihrer Hinterwand. Ein Blinddarm wie bei Grammocephalus fehlt.
Männchen sind 12,15–14,25 mm lang, Weibchen 14,98–17,86 mm. Der Maximaldurchmesser beträgt beiden Geschlechtern etwa 0,58 mm. Das Vorderende ist hakenwurmtypisch rückenwärts gebogen. Die Mundöffnung zeigt nach vorn-oben und wird von sechs Papillen umrahmt. Zähne oder Schneidplatten sind nicht ausgebildet. Die Mundhöhle ist durch ringförmige Leisten gekennzeichnet, der Boden zeigt zwei lanzettartige Bildungen. Halspapillen und Klappen zwischen Ösophagus und Darm sind ausgebildet.
Die Bursa copulatrix ist gut entwickelt. Ihre postero- und mediolateralen Rippen liegen eng beieinander, während die externolaterale von der mediolateralen deutlich getrennt ist. Die Ventralrippe ist gespalten. Die Dorsalrippe ähnelt Necator. Sie teilt sich an der Basis in zwei Äste, von denen sich wiederum jeder in einen kleineren seitlichen und einen längeren medianen Ast aufspaltet. Die externodorsale Rippe entspringt vom Hauptstamm der Dorsalrippe. Die Spicula sind kräftig und mit 0,482–0,593 mm etwa gleich lang. Der seitliche Flügel der Spicula ist breit und groß. Bauchseitig der Spicula liegt ein birnenförmiges Telamon, ein Gubernaculum fehlt. Am Analkonus sind beidseits der Kloakenöffnung zwei Papillenpaare ausgebildet, wobei das seitliche kürzer und dicker als das innenliegende ist. Präbursale Papillen sind vorhanden. Die Vulva liegt etwas vor der Körpermitte. Der Schwanz verjüngt sich allmählich und ist 0,645 bis 0,80 mm lang.

## Systematik
Bathmostomum wird von Hodda (2022) in die Tribus Bunostomini und die Untertribus Bunostominii eingeordnet. Die Tribus Bunostomini war von Arthur Looss 1911 zur Unterfamilie Bunostominae erhoben worden, nach der neueren Systematik sind sie wieder als Tribus in die Hakenwürmer (Ancylostomatinae) integriert.